# パトリック・スター・ショー
パトリック・スター・ショー（英: The Patrick Star Show）とは、アメリカのテレビアニメ。『スポンジ・ボブ』のスピンオフ作品。
アメリカでは2021年7月9日からニコロデオンで放送されている。日本では2025年1月17日からParamount+で配信されている。

## 概要
「スポンジ・ボブ」本編の前日譚。家族と暮らしていたパトリックは、家族と一緒に自分だけのトーク番組を作り、視聴者やゲストを盛り上げる。

## キャラクター

### 家族たち
パトリック・スター
声 - ビル・ファッガーバッケ、かぬか光明（日本語吹き替え版）
本作の主人公。パトリック・ショーの司会者。
セシル・スター
声 - トーマス・F・ウィルソン、佐々木祐介（日本語吹き替え版）
間抜けなパトリックのパパ。新聞代を支払うのが嫌い。
バニー・スター
声 - クリー・サマー、吉元里謹（日本語吹き替え版）
楽観的なパトリックのママ。セシルとは結婚して30年になる。
イカリーナ・スター
声 - ジル・ティレイ、西岡璃南（日本語吹き替え版）
少しシャイなしっかり者のパトリックの妹。
グランパット・スター
声 - ダナ・スナイダー、落合弘治（日本語吹き替え版）
気難しいパトリックのじいちゃん。先史時代から生きている程の長寿。
アウチー
声 - トム・ケニー
ペットのウニ。普段は鳴き声のみだが、一度だけ言葉を発した。
ティンクル
声 - ディー・ブラッドリー・ベイカー
ペットのトイレ。

### 登場ゲスト
スポンジボブ・スクエアパンツ
声 - トム・ケニー、宮田幸季（日本語吹き替え版）
おなじみパトリックの親友。本作では求職中。
グランマ・テンタクルズ
声 - クリー・サマー、吉元里謹（日本語吹き替え版）
スター家のお隣に住んでいる皮肉屋なお婆さん。グランパットとは恋仲。
イカルド・テンタクルズ
声 - ロジャー・バンパス、上田燿司（日本語吹き替え版）
グラニーの家で暮らしている。新聞配達で生計を立てており、新聞代を延滞するセシルに手を焼いている。
サンディ・チークス
声 - キャロリン・ローレンス、松浦チエ（日本語吹き替え版）
ユージーン・H・カーニ
声 - クランシー・ブラウン、奥田啓人（日本語吹き替え版）
パール・カーニ
声 - ロリ・アラン、高橋里枝（日本語吹き替え版）
シェルドン・J・プランクトン
声 - ミスター・ローレンス、松浦チエ（日本語吹き替え版）
カレン・プランクトン
声 - ジル・ティレイ、高橋里枝（日本語吹き替え版）
ラリー
声 - ミスター・ローレンス、奥田啓人（日本語吹き替え版）
ゲイリー
声 - トム・ケニー
ウォーカーじいさん
声 - トム・ケニーほか、かぬか光明（日本語版吹き替え版）
バブルバス
声 - ディー・ブラッドリー・ベイカー、拝真之介（日本語吹き替え版）
バブルバスのママ
声 - ディー・ブラッドリー・ベイカー、高橋里枝（日本語吹き替え版）
ルーブ
声 - ミスター・ローレンス、藤原大智（日本語吹き替え版）
パーチ・パーキンス
声 - ディー・ブラッドリー・ベイカー、奥田啓人（日本語吹き替え版）
ミセス・パーキンス
声 - ディー・ブラッドリー・ベイカー、大木むつみ（日本語吹き替え版）
アップターンさん
声 - シリーナ・アーウィン、ニケライ・ファラナーゼ（日本語版吹き替え版）
レジギルド
声 - ロジャー・バンパス、落合弘治（日本語吹き替え版）
ジェンキンスじいさん
声 - ジョン・ゲゲンフーバー、上田燿司（日本語版吹き替え版）
スラッピー
声 - トム・ケニー、奥田啓人（日本語版吹き替え版）
フレッド
声 - ミスター・ローレンス、ケンコー（日本語吹き替え版）
ネプチューン王
声 - ジョン・オハーリー、ボルケーノ太田（日本語吹き替え版）
パープル・ドクターフィッシュ
声 - ロジャー・バンパス、上田燿司（日本語吹き替え版）
さまよえるオランダ人
声 - ブライアン・ドイル＝マーレイ、隈本吉成（日本語吹き替え版）
グーフィー・マネージャー
声 - ゲイリー・アンソニー・ウィリアムズ、奥田啓人（日本語吹き替え版）
マーメイドマン
声 - トム・ケニー、佐々木祐介（日本語吹き替え版）
フジツボボーイ
声 - トム・ケニー、奥田啓人（日本語吹き替え）
ダーティ・バブル
声 - トム・ケニー、奥田啓人（日本語吹き替え版）
マン・レイ
声 - ボブ・ジョールス、上田燿司（日本語吹き替え版）
ウニ閣下
声 - ケビン・マイケル・リチャードソン、上田燿司（日本語吹き替え版）
ダメツムリ
声 - トム・ケニー、奥田啓人（日本語吹き替え版）
マーヴィン
声 - ミスター・ローレンス、蓮岳大（日本語吹き替え版）
ハービー
声 - カルロス・アラズラキ、中務貴幸（日本語吹き替え版）
エルウッド
声 - グレイ・デリスル、三日尻望（日本語
吹き替え版）
フィンズ・ホワイティング
声 - ジョー・パントリアーノ、上田燿司（日本語吹き替え版）
ドーサル・ダン
声 - スティーヴ・ブシェミ、落合弘治（日本語吹き替え版）
サンタクロース
演 - マイク・ベル、佐々木祐介（日本語吹き替え版）
ナレーター
声 - トム・ケニー、奥田啓人（日本語吹き替え版）
その他
引坂理絵、田中美央、新井笙子、おまたかな

## 各話リスト

### シーズン1
| 話数 | 邦題                                                     | 原題                                                   | 放送日                      |
| ---- | -------------------------------------------------------- | ------------------------------------------------------ | --------------------------- |
| 1    | 朝食に遅れちゃう！オイラ、仕事を探す                     | Late for BreakfastBummer Jobs                          | 2021年7月9日                |
| 2    | ステア・ウォーズ ～階段戦争～それぞれのライバル          | Stair WarsEnemies à la Mode                            | 2021年7月23日               |
| 3    | ソファの中で行方不明カタツムリのためのチャリティーショー | Lost in CouchPat-a-thon                                | 2021年7月16日               |
| 4    | 売られてたまるか！ガレージセール                         | The Yard Sale                                          | 2021年11月19日              |
| 5    | イカリーナのアシスタントキョーレツでヘンテコなニオイ     | Squidina's Little HelperI Smell a Pat                  | 2021年7月23日               |
| 6    | 家族旅行はガスランド荒っぽい世界のバニー                 | Gas Station VacationBunny the Barbarian                | 2021年10月29日2021年11月5日 |
| 7    | オバケ屋敷になったオイラの家大きくなった子、だぁれ？     | The Haunting of Star HouseWho's a Big Boy?             | 2021年7月30日2022年3月4日   |
| 8    | 海底二万里でのトリック・オア・トリート                   | The Haunting of Star House                             | 2021年10月22日              |
| 9    | 探検、パパの体の中キャンプ旅行でサバイバル               | To Dad and BackSurvivoring                             | 2022年3月18日2022年3月25日  |
| 10   | ギリギリ間に合う？クリスマス伝統のクロップノッド民族祭   | Just in Time for ChristmasKlopnodian Heritage Festival | 2021年12月3日2022年3月11日  |
| 11   | マン・レイの探し物ベビーシッター・ショー                 | X Marks the PotPatrick's Alley                         | 2022年4月1日2022年4月8日    |
| 12   | スターを夢見るパールスーパー・ベビーシッター             | Pearl Wants to Be a StarSuper Sitters                  | 2022年4月15日2022年4月10日  |
| 13   | なまけものニュースミッド・シーズン・フィナーレ           | Nitwit Neighborhood NewsMid-Season Finale              | 2022年7月22日               |
| 14   | 縮んだスター一家フィッツパトリック                       | Shrinking StarsFitzPatric                              | 2023年1月13日2023年4月11日  |
| 15   | おったまげ～の旅お兄ちゃんの代役                         | Uncredible JourneyHost-a-Palooza                       | 2023年2月10日               |
| 16   | 新聞代を取り立てろ！おうちを追え！                       | Backpay PaybackHouse Hunting                           | 2023年2月24日2023年3月3日   |
| 17   | ヨダレを止めてエイリアン・スペースハンター               | The Drooling FoolPatrick's Got a Zoo Loose             | 2023年4月12日2023年4月13日  |
| 18   | パトフライ効果ああ 記念すべきヘンテコな大騒ぎ            | The Patterfly EffectA Space Affair to Remember         | 2023年4月17日2023年4月18日  |
| 19   | 家庭科の成績アップ楽しいを解き放とう                     | Home ECCH!Fun & Done!                                  | 2023年4月19日2023年4月20日  |
| 20   | ちびっこギャングスター原始時代のパトリック・ショー       | The Lil' PatscalsThe Prehistoric Patrick Star Show     | 2023年4月24日2023年4月25日  |
| 21   | パトリック・ショーのスポンサーネプチューン王の舞踏会     | The Patrick Show Sells OutNeptune's Ball               | 2023年4月26日2023年4月27日  |
| 22   | 口ヒゲの隠し場所根っからのイヤなやつ                     | Dad's Stache StashA Root Galoot                        | 2023年5月1日2023年5月2日    |
| 23   | スター賞授賞式ロボ感謝祭                                 | The Starry AwardsBlorpsgiving                          | 2023年5月3日2023年5月4日    |
| 24   | 代役の代役内臓がないぞう                                 | Stuntin'Olly Olly Organ Free                           | 2023年7月3日2023年7月4日    |
| 25   | おばあちゃんは魔女グラニーのファンクラブ                 | Which Witch is Which?Get Off My Lawnie                 | 2023年7月5日2023年7月6日    |
| 26   | バブルバスの格付けショーパトリックの刑務所仲間           | Bubble Bass ReviewsPatrick's Prison Pals               | 2023年7月24日2023年7月25日  |

## 日本語版製作スタッフ
- 音楽演出 - 亀川浩未（インクルードPD[4]）
- 録音制作 - スタジオ・エコー